# تيرينس بورنس
تيرينس بورنس (15 أبريل 1938 في نيوزيلندا - ) (بالإنجليزية: Terence Burns)‏ هو لاعب كريكت نيوزلندي. لعب مع Northern Districts men's cricket team ‏.

## وصلات خارجية
- تيرينس بورنس على موقع إي آس بي آن كريك إنفو (الإنجليزية)